# Хвольсон, Орест Данилович
Оре́ст Дани́лович Хво́льсон (22 ноября [4 декабря] 1852, Санкт-Петербург — 11 мая 1934, Ленинград) — российский и советский учёный-физик и педагог, заслуженный профессор, член-корреспондент Петербургской академии наук, почётный член Российской академии наук (1920, с 1925 — АН СССР). Герой Труда (1927).

## Биография
Родился 22 ноября (4 декабря) 1852 года в Санкт-Петербурге в семье известного учёного-семитолога Даниила Авраамовича Хвольсона. Его младший брат — присяжный поверенный Владимир Данилович Хвольсон (1862—1931), был женат на Анне Борисовне Душкиной, ставшей детской писательницей.
Получив среднее образование в гимназии Карла Мая, в 1869 году поступил на физико-математический факультет Императорского Санкт-Петербургского университета, который окончил кандидатом в 1873 году с золотой медалью за сочинение «О возможных скоростях и условиях равновесия соприкасающихся поверхностей». Затем до осени 1874 года изучал математику и физику в Лейпцигском университете. Вернувшись в Россию, в 1875 году сдал магистерский экзамен, а весной следующего года защитил диссертацию «О механизме магнитной индукции в стали».
Осенью 1876 года начал чтение лекций в Санкт-Петербургском университете в качестве приват-доцента, одновременно преподавал физику в средних учебных заведениях: Петришуле, школе Карла Мая, 3-й прогимназии (1877—1881), гимназиях Видемана, Э. П. Шаффе, Штунде-Фельдманна. В 1880 году защитил докторскую диссертацию «О магнитных успокоителях».
В 1884—1893 годах был лаборантом при физическом кабинете Академии наук.
С 1886 по 1894 год состоял профессором физики в Техническом училище почтово-телеграфного ведомства.
С января 1890 года стал одним из трёх членов избираемого на три года Совета редакции журнала «Электричество». В первых пяти номерах журнала за 1890 год была опубликована его статья под названием «Опыты Герца и их значение».
В 1890 году назначен экстраординарным профессором Санкт-Петербургского университета, с 1890 года преподавал физику на Высших женских курсах (до 1908 года).
В 1892 году стал лауреатом Ломоносовской премии, в 1895 году — член-корреспондентом Санкт-Петербургской академии наук и членом Учёного комитета Министерства народного просвещения.
В 1896/1897 учебном году он также читал курс электричества в Артиллерийских офицерских классах в Кронштадте.
В 1900 году на Всемирной выставке в Париже заслуги учёного были отмечены медалью (эта медаль передана его правнучкой Е. В. Петровской в музей истории школы К. Мая).
В 1908 году был главой комиссии, избранной Физическим отделом Русского физико-химического общества (РФХО) для выяснения значения работ А. С. Попова в области беспроводной связи. В состав комиссии вошли Н. Г. Егоров, Н. А. Булгаков и А. Л. Гершун.
В 1908 году стал лауреатом Ломоносовской премии за создание «настольной книги всякого физика» — «Курса физики».
В 1920 году избран почётным членом Российской академии наук.
Скончался 11 мая 1934 года в Ленинграде. Похоронен на Смоленском православном кладбище (уч. 130, Финляндская дорожка).

## Научная работа
Труды Хвольсона касаются почти всех разделов физики, включая работы по магнетизму, по теплопроводности и по диффузии света. Большую известность приобрели его работы по актинометрии. Создал конструкции актинометра и пиргелиометра, которые долгое время применялись в России.
После 1896 года Хвольсон занимался главным образом составлением пятитомного «Курса физики», который в значительной мере способствовал повышению уровня преподавания физики и долгое время оставался основным пособием в советских вузах. Этот курс был переведён на немецкий, французский и испанский языки. В одной из своих работ А. Эйнштейн назвал его «превосходным учебником физики».
В ноябре 1908 года Хвольсон (совместно с Н. Г. Егоровым) прочёл доклад Комиссии РФХО «Участие А. С. Попова в возникновении беспроволочной телеграфии». В заключительной части доклада, в котором деятельность А. С. Попова в беспроводной телеграфии рассматривается в сравнении со вкладом других первооткрывателей — Э. Бранли, О. Лоджа, А. Риги и особенно Г. Маркони, говорится:

Для рассматриваемого дела не имеет значения, существовало ли одновременно с А. С. Поповым лицо, которое имело ту же самую идею и осуществило её в более совершенной форме, чем А. С. Попов. Мы знаем, что такое лицо есть, что оно признаётся изобретателем беспроволочного телеграфа. Но существование нескольких лиц, одновременно и самостоятельно возымевших и осуществивших одну и ту же самую идею, представляется, как показывает история науки и техники, явлением не редким. Признание за каждым из таких лиц права и почётного титула «изобретателя» не только не нарушает справедливости, но необходимо восстанавливает её.

Таким образом, по имеющимся в нашем распоряжении данным, независимо от всяких прочих обстоятельств истории данного изобретения, А. С. Попов по справедливости должен быть признан изобретателем телеграфа без проводов при помощи электрических волн.
Научные работы Хвольсона публиковались в «Записках Академии наук», «Журнале Физико-химического общества», Annalen der Physik, «Bulletin de l’Acad.», «Repert für Physik», Zeitschrift für Mathematik und Physik, «Метеорологическом сборнике», журнале «Электричество», а также в других научных и популярных изданиях.
В короткой статье «О ложной двойной звезде» в журнале «Astronomische Nachrichten» 1924 года предвидел кольцевидную форму изображений источника света при гравитационном линзировании. В 1936 году Эйнштейн вычислил радиус такого кольца; впервые кольцо Эйнштейна — Хвольсона удалось наблюдать в конце XX века.

## Награды
- Орден Св. Станислава 3-й степени (1882)[9];
- Орден Св. Анны 3-й ст. (1884)[9];
- Орден Св. Станислава 2-й ст. (1887)[10];
- Орден Св. Владимира 4-й ст. (1892)[9];
- Ломоносовская премия (1892) — за труды по физике[11];
- Орден Св. Владимира 3-й ст. (1903)[9];
- Орден Св. Станислава 1-й ст. (1907)[9];
- Ломоносовская премия (1908) — за труд «Курс физики» (т. I—III и ч. 1-я тома IV)[12];
- Австрийский орден Франца Иосифа[9];
- Орден Трудового Красного Знамени (июнь 1926[13]) — за многолетнюю научную и педагогическую деятельность;

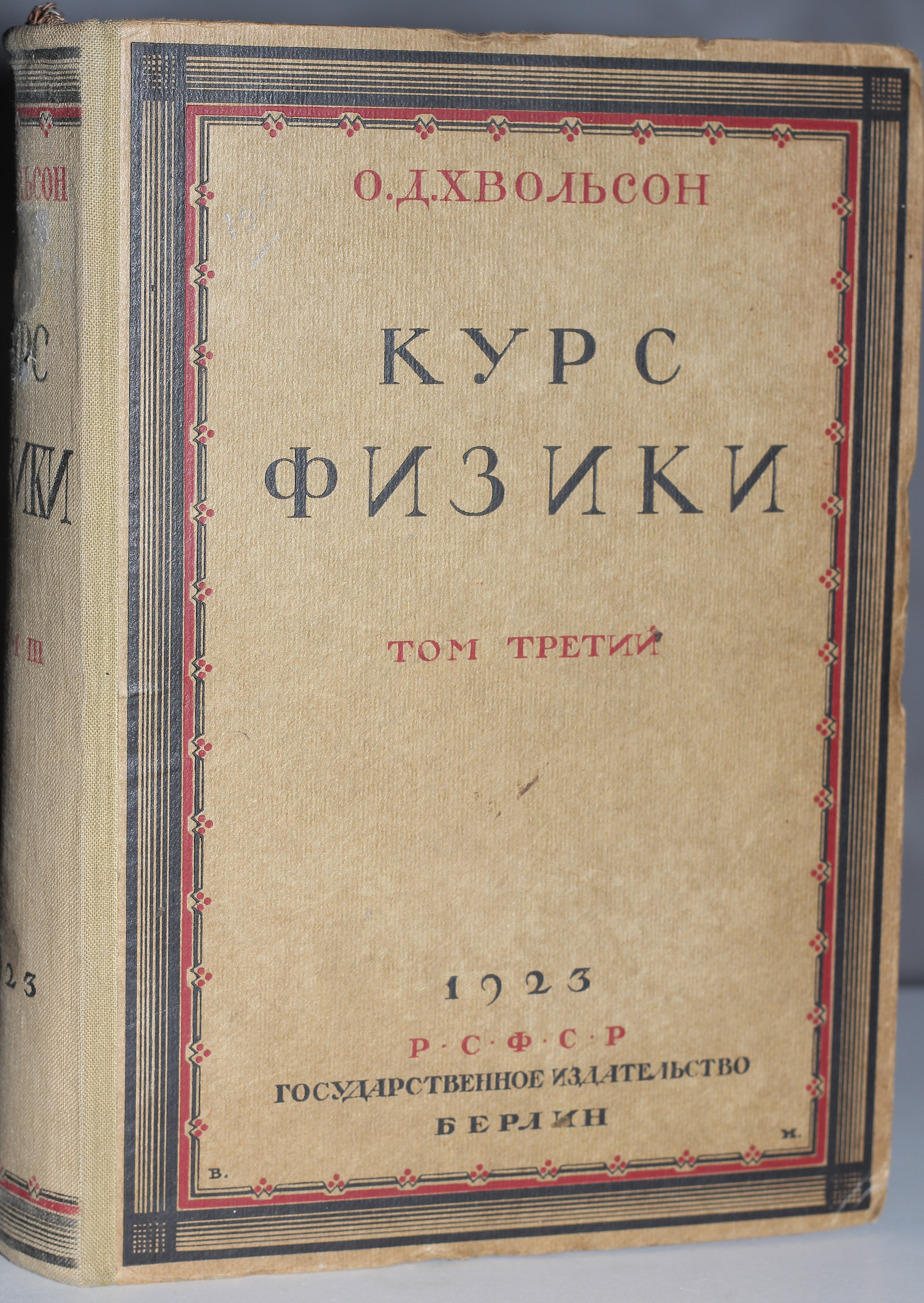
Третий том «Курса физики». Издание 1923 года

- Герой Труда (1927).

## Основные труды
- Курс физики (т. 1, 1897; т. 2, 1898; т. 3, 1900).
- Курс физики (т. 2, 1911; т. 3, 1912; т. 4, 1915; т. 4 (вторая половина), 1915)
- Курс физики, (т. 1—5, Берлин, 1923 (т. 1—3, 5 изд.; т. 4, 3 изд.); т. доп., ч. 1—2 (М.—Л., 1926).
- О метрической системе мер и весов. — СПб., 1884.
- Популярные лекции об электричестве и магнетизме. — СПб., 1884.
- Лекции термодинамики. — СПб., 1895.
- Учение о движении и о силах. — СПб., 1890.
- Лекции об основных гипотезах физики. — СПб., 1887.
- Популярные лекции об электричестве и магнетизме. — СПб., 1884.
- Физика наших дней, 4-е изд. — Л., 1932.

## Память
Его именем назван кратер на Луне — кратер Хвольсон.

## Семья
Жена — Матильда (Ида-Матильда) Васильевна Хвольсон, в девичестве Шондорф (1854—1929).
Их дочь — Анна Орестовна Хвольсон (1880—1942); с 1900 года была замужем за старшим лейтенантом Российского императорского флота Василием Васильевичем Вахтиным (1877—1917), сыном писателя-мариниста, капитана 1-го ранга В. В. Вахтина (1841—1905). Умерла в блокаду Ленинграда.